# Поскребетьев, Александр Георгиевич
Александр Георгиевич Поскребетьев (25.12.1918, Актюбинск — 08.07.2001, Актюбинск) — советский государственный и партийный деятель. Экономист

## Биография
Александр Георгиевич Поскребетьев родился 25 декабря 1918 года в Актюбинске в семье железнодорожника. Его отец — Поскребетьев Георгий Александрович был машинистом, кавалером ордена Ленина. Он подготовил первого машиниста — казаха, его фотография хранится в местном краеведческом музее.
Учился в Актюбинской железнодорожной школе № 45.
В 1940 году окончил Ленинградский плановый институт плановой комиссии СССР.
1940—1941. По окончании института был приглашен работать экономистом на Ленинградском заводе имени Макса Гельца.
1941—1942. Участвовал в Великой Отечественной войне. Ушел добровольцем в народное ополчение. Служил в комендантском взвод 3 партизанского полка.
В 1942—1949 годах работал экономистом, а потом начальником планово-производственного отдела в тресте «Актюбстрой», который в то время находился в ведомстве Актюбинского комбината наркомата внутренних дел. Участвовал в строительстве Актюбинского завода ферросплавов, завода хромовых соединений, Донского горно-обогатительного комбината.
В 1949—1965 годах работал в «Южуралцветметразведке», был заместителем председателя, затем председателем Актюбинской областной плановой комиссии.
В ноябре 1950 был приглашен на работу в Актюбинский областной плановый отдел (Облплан), где проработал около 15 лет, сначала заместителем председателя, а потом председателем облплана. Это было нелегкое время, но именно эти годы дали ему возможность по-настоящему изучить область и вникнуть в ее нужды. Он много ездил по области и по стране и любую командировку использовал для изучения передового опыта и внедрения его в жизнь области.
В сентябре 1965 года был избран председателем Актюбинского горисполкома. При его участии и непосредственном руководстве разрабатывался Генеральный план развития города, строилась взлетно-посадочная полоса, позволившая принимать самые современные лайнеры.
В 1973—1983 годах заведующий областным отделом соцобеспечения.
Награждался орденами Трудового Красного Знамени, «Знак Почета», Отечественной войны II степени, медалями и Почетными грамотами Верховного Совета Казахской ССР.